# 東西南北音頭
「東西南北音頭」（とうざいなんぼくおんど）は、1967年6月1日に ビクターより発売された橋幸夫の90枚目のシングル（SV-571-T）。三沢あけみとのデュエット曲。

## 概要
- 1967年は、日本ビクターの前身である「日本ビクター蓄音器株式会社」が設立されて、40周年の年にあたっていた。
- 本楽曲は 、この創立40周年を記念して企画制作されたもので、橋の恩師であると同時にビクターを代表する作詞家、作曲家である佐伯孝夫と吉田正によって制作された。橋は40周年ということで「欲張った」タイトルになっているとしている[2]。楽曲歌唱は、音頭ものということもあり、当時ビクターの女性歌手部門で幅広い人気があった三沢あけみとのデュエットとなっている。
- 本楽曲は4種類の音源が存在し、レコード規格番号はSV-571-T（東京盤）、SV-571-O（大阪盤）、SV-571-F（福岡盤）、SV-571-S（札幌盤）の枝番で区別されている。内容の違いはご当地の歌詞が1番として入れ替わっている。発売当初は4種類のレコードが流通していたが、末期には東京盤のみとなった。
- 橋はビクター時代、吉永小百合、三沢あけみ、藤本二三代、金沢明子、山中みゆき、西川峰子、古都清乃らの多くの女性歌手とデュエットしたが、三沢は吉永についで曲が多い。
- ジャケットは、当時としては珍しい3枚折りで、本楽曲に合わせて主要都市名入りで日本をかたどったイラスト地図が1頁分印刷されている。ただし末期の盤では、見開きの二つ折り歌詞カードにイラスト地図と裏面に振付が印刷されたページが挿入される形に変更された。
- ジャケットには、ビクター民謡研究会による楽曲の振付も図解入りで解説されている。
- 橋と三沢のデュエット曲は、シングルリストに掲載されているものでは「東京音頭」「調和音頭」「大名古屋音頭」「宇宙博音頭」があり、本楽曲とあわせて5曲となる。
- c/wの「思い出のレコード」も創立40周年記念曲で、作詞、作曲は同じく佐伯、吉田の手になり、歌唱はフランク永井、松尾和子、吉永小百合、三田明の4人によるもので、記念盤にふさわしいものとなっている。

## 収録曲
1. 東西南北音頭
作詞： 佐伯孝夫、作・編曲：吉田正
2. 思い出のレコード
作詞： 佐伯孝夫、作・編曲：吉田正

## 共演
三沢あけみ（デュエット）

## 収録アルバム
- 『60周年記念デュエットベスト〜星よりひそかに 雨よりやさしく〜』（2019年7月、VICL-65207）に東京版が収録。
- 『三沢あけみ ベストコレクション』（CD4枚組）Disc3に橋との共演楽曲が4曲含まれており、その中に本楽曲もある。